# Georgina Morgan
Georgina Morgan (Armidale, 13 de mayo de 1993) es una jugadora australiana de hockey sobre césped.

## Trayectoria
Morgan debutó con la selección australiana en el año 2014. En 2019 llegó a la final de la Hockey Pro League, al derrotar a Argentina en los penales, luego del empatar 1 a 1. En la final del torneo perdió contra Países Bajos en los penales, después de empatar 2 a 2. Participó con la selección de Australia en los Juegos Olímpicos de Río de Janeiro 2016.